# Ремеді Руле
Ремеді Руле (27 вересня 1996) — філіппінська плавчиня.
Учасниця Олімпійських Ігор 2020 року.
Призерка Ігор Південно-Східної Азії 2019 року.